# Párizsi krém

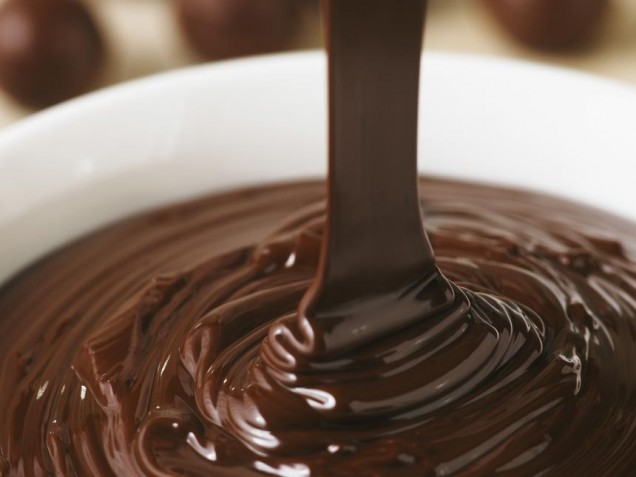
Párizsi krém

A párizsi krém egy, a cukrászatban használatos főzött, vajas, intenzív csokoládé ízű, kesernyés alapkrém, amely tejet, tejszínt, kakaót, cukrot, vajat (vagy margarint, illetve sütőmargarint) tartalmaz. Keverhető bele rum (vagy rumaroma) vagy más likőr, brandy, étcsokoládé, vanília (vagy vaníliás cukor), mogyoró, kávé, méz és – a fényesség és a feldolgozhatóság fokozása érdekében – 10%-nyi glükózszirup is. A tej és a tejszín egy része helyettesíthető vízzel, így a krém kesernyésebb ízű lesz. Fehér csokoládé használatával a krém világossárga színt kap.

## Ganázskrém
A klasszikus párizsi krém (magyarul ganázskrém, franciául ganache vagy canache) csupán tejszín és csokoládébevonó 1:2 arányú keveréke, ami egy szilárd trüffelmassza. A bevonó arányának növelésével egyre keményebb állagú krém állítható elő; 1:3-as aránynál már vágható sűrűségű lesz. Főleg bonbonok előállítására használják.

## Története
Valószínűleg az 1880-as évek végén használta először Gerbeaud Emil bonbonok töltelékeként. Nevét vélhetően első használójától kapta, utalva arra, hogy a krém megfelel a franciás ízlésnek.

## Összetevői
Többféle változata is létezik, attól függően, hogy például tartalmaz-e tejet, vagy helyette is tejszínt használnak, illetve az összetevők arányai is más-más ízt és állagot eredményeznek. A kapott krém minőségét az alapanyagok minősége határozza meg; érdemes minél zsírosabb (úgynevezett teljes) tejet, és minél sötétebb és zsírosabb (tehát minél több kakaóvajat tartalmazó) kakaóport használni.

## Felhasználása
A krém többféle süteménybe is felhasználható: ez képezi az őznyelv, a párizsi csúcs, a lúdláb, a Tátra-csúcs, a Gellért-tekercs, a párizsi krémes Nápolyi ostya rudak, a bohém szelet és a fatörzs nevű sütemények krémjét, de édes teasütemények tölteléke is lehet. A sütemények betöltésénél érdemes a még nem teljesen kihűlt krémet használni, így ugyanis puhítja a sütemény tésztáját.
Önmagában, kehelyben tálalva is fogyasztható, de torták bevonására és figurális díszítésére is alkalmas (például csokoládétortához), mivel megdermedve kellő tartású lesz.
A rokokó krém a párizsi krém és a hagyományos alapvajkrém 1:1 arányú keveréke.